# الكأس الدولية للأبطال 2019
الكأس الدولية للأبطال 2019 هي النسخة السابعة من سلسلة من مباريات كرة القدم الودية.

## الفرق
سيشارك ما مجموعه 12 فريقا في البطولة.
| الدولة   | الفريق          |
| -------- | --------------- |
| إنجلترا  | آرسنال          |
| إنجلترا  | مانشستر يونايتد |
| إنجلترا  | توتنهام هوتسبير |
| ألمانيا  | بايرن ميونخ     |
| إيطاليا  | فيورنتينا       |
| إيطاليا  | إنتر ميلان      |
| إيطاليا  | يوفنتوس         |
| إيطاليا  | إيه سي ميلان    |
| البرتغال | بنفيكا          |
| المكسيك  | غوادالاخارا     |
| إسبانيا  | أتلتيكو مدريد   |
| إسبانيا  | ريال مدريد      |

## الأماكن
تم الإعلان عن 16 مكانًا للكأس الدولية للأبطال في 26 مارس 2019.
| شرق راذرفورد (منطقة نيويورك)           | لاندوفر (منطقة واشنطن العاصمة) | كانساس سيتي | تشارلوت | هيوستن |
| -------------------------------------- | --- | --- | --- | --- |
| ملعب ميتلايف                           | ملعب فيديكس فيلد | ملعب شيلدرن | ملعب بنك أمريكا | ملعب إن آر جي |
| السعة: 82،500                          | السعة: 82،000 | السعة: 18،467 | السعة: 75،525 | السعة: 71،795 |
|                                        | | | | |
| سانتا كلارا (منطقة خليج سان فرانسيسكو) | أرلينغتون فوكسبورو كارسون تشارلوت بريجفيو شرق راذرفورد هاريسون هيوستن كانساس سيتي لاندوفر سانتا كلاراالكأس الدولية للأبطال 2019 (USA) | أرلينغتون فوكسبورو كارسون تشارلوت بريجفيو شرق راذرفورد هاريسون هيوستن كانساس سيتي لاندوفر سانتا كلاراالكأس الدولية للأبطال 2019 (USA) | أرلينغتون فوكسبورو كارسون تشارلوت بريجفيو شرق راذرفورد هاريسون هيوستن كانساس سيتي لاندوفر سانتا كلاراالكأس الدولية للأبطال 2019 (USA) | أرلينغتون فوكسبورو كارسون تشارلوت بريجفيو شرق راذرفورد هاريسون هيوستن كانساس سيتي لاندوفر سانتا كلاراالكأس الدولية للأبطال 2019 (USA) |
| ملعب ليفاي                             | أرلينغتون فوكسبورو كارسون تشارلوت بريجفيو شرق راذرفورد هاريسون هيوستن كانساس سيتي لاندوفر سانتا كلاراالكأس الدولية للأبطال 2019 (USA) | أرلينغتون فوكسبورو كارسون تشارلوت بريجفيو شرق راذرفورد هاريسون هيوستن كانساس سيتي لاندوفر سانتا كلاراالكأس الدولية للأبطال 2019 (USA) | أرلينغتون فوكسبورو كارسون تشارلوت بريجفيو شرق راذرفورد هاريسون هيوستن كانساس سيتي لاندوفر سانتا كلاراالكأس الدولية للأبطال 2019 (USA) | أرلينغتون فوكسبورو كارسون تشارلوت بريجفيو شرق راذرفورد هاريسون هيوستن كانساس سيتي لاندوفر سانتا كلاراالكأس الدولية للأبطال 2019 (USA) |
| السعة: 68،500                          | أرلينغتون فوكسبورو كارسون تشارلوت بريجفيو شرق راذرفورد هاريسون هيوستن كانساس سيتي لاندوفر سانتا كلاراالكأس الدولية للأبطال 2019 (USA) | أرلينغتون فوكسبورو كارسون تشارلوت بريجفيو شرق راذرفورد هاريسون هيوستن كانساس سيتي لاندوفر سانتا كلاراالكأس الدولية للأبطال 2019 (USA) | أرلينغتون فوكسبورو كارسون تشارلوت بريجفيو شرق راذرفورد هاريسون هيوستن كانساس سيتي لاندوفر سانتا كلاراالكأس الدولية للأبطال 2019 (USA) | أرلينغتون فوكسبورو كارسون تشارلوت بريجفيو شرق راذرفورد هاريسون هيوستن كانساس سيتي لاندوفر سانتا كلاراالكأس الدولية للأبطال 2019 (USA) |
|                                        | أرلينغتون فوكسبورو كارسون تشارلوت بريجفيو شرق راذرفورد هاريسون هيوستن كانساس سيتي لاندوفر سانتا كلاراالكأس الدولية للأبطال 2019 (USA) | أرلينغتون فوكسبورو كارسون تشارلوت بريجفيو شرق راذرفورد هاريسون هيوستن كانساس سيتي لاندوفر سانتا كلاراالكأس الدولية للأبطال 2019 (USA) | أرلينغتون فوكسبورو كارسون تشارلوت بريجفيو شرق راذرفورد هاريسون هيوستن كانساس سيتي لاندوفر سانتا كلاراالكأس الدولية للأبطال 2019 (USA) | أرلينغتون فوكسبورو كارسون تشارلوت بريجفيو شرق راذرفورد هاريسون هيوستن كانساس سيتي لاندوفر سانتا كلاراالكأس الدولية للأبطال 2019 (USA) |
| فوكسبورو (منطقة بوسطن)                 | أرلينغتون (منطقة دالاس-فورت-وورث) | كارسون (منطقة لوس أنجلوس) | هاريسون (منطقة نيويورك) | بريجفيو (منطقة شيكاغو) |
| ملعب جيليت                             | غلوب لايف بارك | ستاب هاب سنتر | ريد بل أرينا | ملعب حديقة تويوتا |
| السعة: 65،878                          | السعة: 48،114 | السعة: 27،000 | السعة: 25،000 | السعة: 20،000 |
|                                        | | | | |

| كارديف                                                  | لندن                 | ستوكهولم      |
| ------------------------------------------------------- | -------------------- | ------------- |
| ملعب الألفية                                            | ملعب توتنهام هوتسبير | فريندز أرينا  |
| السعة: 73،931                                           | السعة: 62،062        | السعة: 54،329 |
|                                                         |                      |               |
| لندن كارديف ستوكهولمالكأس الدولية للأبطال 2019 (أوروبا) |                      |               |

| سنغافورة              | سنغافورة شانغهايالكأس الدولية للأبطال 2019 (آسيا) | شانغهاي                |
| --------------------- | ------------------------------------------------- | ---------------------- |
| مركز سنغافورة الرياضي | سنغافورة شانغهايالكأس الدولية للأبطال 2019 (آسيا) | ملعب هونغكو لكرة القدم |
| السعة: 55،000         | سنغافورة شانغهايالكأس الدولية للأبطال 2019 (آسيا) | السعة: 35،000          |
|                       | سنغافورة شانغهايالكأس الدولية للأبطال 2019 (آسيا) |                        |

## المباريات
تم الإعلان عن جدول المباريات في 28 مارس 2019. سيلعب كل فريق ثلاث مباريات، لما مجموعه 18 مباراة.
| فيورنتينا                 | 2–1   | غوادالاخارا |
| ------------------------- | ----- | ----------- |
| - سيميوني 27' - سوتيل 52' | تقرير | - لوبيز 25' |

| آرسنال                              | 2–1   | بايرن ميونخ       |
| ----------------------------------- | ----- | ----------------- |
| - بوزنانسكي 49' (ه.ذ.) - نكيتيا 88' | تقرير | - ليفاندوفسكي 71' |

| مانشستر يونايتد | 1–0   | إنتر ميلان |
| --------------- | ----- | ---------- |
| - غرينوود 76'   | تقرير |            |

| بنفيكا                                          | 3–0   | غوادالاخارا |
| ----------------------------------------------- | ----- | ----------- |
| - دي توماس 4' - رافا سيلفا 70' - سيفيروفيتش 73' | تقرير |             |

| آرسنال                        | 3–0   | فيورنتينا |
| ----------------------------- | ----- | --------- |
| - نكيتيا 15'، 65' - ويلوك 89' | تقرير |           |

| بايرن ميونخ                                 | 3–1   | ريال مدريد    |
| ------------------------------------------- | ----- | ------------- |
| - توليسو 15' - غنابري 67' - ليفاندوفسكي 69' | تقرير | - رودريغو 84' |

| يوفنتوس                     | 2–3   | توتنهام هوتسبير                     |
| --------------------------- | ----- | ----------------------------------- |
| - هيغواين 56' - رونالدو 60' | تقرير | - لاميلا 30' - مورا 65' - كين 90+3' |

| ريال مدريد                       | 2–2   | آرسنال                                    |
| -------------------------------- | ----- | ----------------------------------------- |
| - بيل 56' - أسينسيو 59'          | تقرير | - لاكازيت 10' (ركل.) - أوباميانغ 24'      |
| ركلات الترجيح                    |       |                                           |
| - بيل - إيسكو - فاران - فينيسيوس | 3–2   | - نيلسون - جاكا - ساكا - مونريال - بورتون |

| بايرن ميونخ      | 1–0   | إيه سي ميلان |
| ---------------- | ----- | ------------ |
| - غوريتسكا 45+3' | تقرير |              |

| غوادالاخارا                                                 | 0–0   | أتلتيكو مدريد                                           |
| ----------------------------------------------------------- | ----- | ------------------------------------------------------- |
|                                                             | تقرير |                                                         |
| ركلات الترجيح                                               |       |                                                         |
| - بونسي - بريسينيو - غونزاليس - هويرتا - بلتران - سيرفانتيس | 4–5   | - كوريا - هيريرا - شابونييتش - فيليبي - مويا - سانابريا |

| يوفنتوس                                                   | 1–1   | إنتر ميلان                                                |
| --------------------------------------------------------- | ----- | --------------------------------------------------------- |
| - رونالدو 68'                                             | تقرير | - دي ليخت 10' (ه.ذ.)                                      |
| ركلات الترجيح                                             |       |                                                           |
| - كانسيلو - رونالدو - تشان - رابيو - بيرنارديسكي - دميرال | 4–3   | - رانوكيا - بوشكاش - لونغو - جواو ماريو - باريلا - فاليرو |

| فيورنتينا       | 1–2   | بنفيكا                       |
| --------------- | ----- | ---------------------------- |
| - فلاهوفيتش 29' | تقرير | - سيفيروفيتش 9' - كايو 90+3' |

| توتنهام هوتسبير | 1–2   | مانشستر يونايتد           |
| --------------- | ----- | ------------------------- |
| - لوكاس 65'     | تقرير | - مارسيال 21' - غوميز 80' |

| ريال مدريد                                     | 3–7   | أتلتيكو مدريد                                                         |
| ---------------------------------------------- | ----- | --------------------------------------------------------------------- |
| - ناتشو 59' - بنزيما 85' (ركل.) - هرنانديز 89' | تقرير | - كوستا 1'، 28'، 45' (ركل.)، 51' - فيليكس 8' - كوريا 19' - فيتولو 70' |

| إيه سي ميلان | 0–1   | بنفيكا        |
| ------------ | ----- | ------------- |
|              | تقرير | - تاعرابت 70' |

| مانشستر يونايتد | ضد | إيه سي ميلان |
| --------------- | -- | ------------ |
|                 |    |              |

| توتنهام هوتسبير | ضد | إنتر ميلان |
| --------------- | -- | ---------- |
|                 |    |            |

| أتلتيكو مدريد | ضد | يوفنتوس |
| ------------- | -- | ------- |
|               |    |         |

## الجدول
ترتيب الفرق الاثني عشر يأتي على ضوء نتائج مبارياتها الثلاث حيث يتوج أفضل الفرق بطلا. فإضافة إلى ثلاث نقاط للفوز ولا شيء للخسارة، فإن الفوز بركلات الترجيح يساوي نقطتين، فيما الخسارة على ركلات الجزاء الترجيحية تربح نقطة واحدة.
| م  | فريق                | لعب | ك | ف.ر | خ.ر | خ | له | عليه | ف  | نقاط | النتيجة النهائية                   |
| -- | ------------------- | --- | - | --- | --- | - | -- | ---- | -- | ---- | ---------------------------------- |
| 1  | بنفيكا              | 3   | 3 | 0   | 0   | 0 | 6  | 1    | +5 | 9    | الفائز بالكأس الدولية للأبطال 2019 |
|    |                     |     |   |     |     |   |    |      |    |      |                                    |
| 2  | آرسنال (E)          | 3   | 2 | 0   | 1   | 0 | 7  | 3    | +4 | 7    |                                    |
| 3  | بايرن ميونخ (E)     | 3   | 2 | 0   | 0   | 1 | 5  | 3    | +2 | 6    |                                    |
| 4  | مانشستر يونايتد     | 2   | 2 | 0   | 0   | 0 | 3  | 1    | +2 | 6    |                                    |
| 5  | أتلتيكو مدريد       | 2   | 1 | 1   | 0   | 0 | 7  | 3    | +4 | 5    |                                    |
| 6  | توتنهام هوتسبير (E) | 2   | 1 | 0   | 0   | 1 | 4  | 4    | 0  | 3    |                                    |
| 7  | فيورنتينا (E)       | 3   | 1 | 0   | 0   | 2 | 3  | 6    | −3 | 3    |                                    |
| 8  | يوفنتوس (E)         | 2   | 0 | 1   | 0   | 1 | 3  | 4    | −1 | 2    |                                    |
| 9  | ريال مدريد (E)      | 3   | 0 | 1   | 0   | 2 | 6  | 12   | −6 | 2    |                                    |
| 10 | إنتر ميلان (E)      | 2   | 0 | 0   | 1   | 1 | 1  | 2    | −1 | 1    |                                    |
| 11 | غوادالاخارا (E)     | 3   | 0 | 0   | 1   | 2 | 1  | 5    | −4 | 1    |                                    |
| 12 | إيه سي ميلان (E)    | 2   | 0 | 0   | 0   | 2 | 0  | 2    | −2 | 0    |                                    |